# خسوس ماریا (کوردوبا)
خسوس ماریا (به اسپانیایی: Jesús María) یک منطقهٔ مسکونی در آرژانتین است که در Colón Department واقع شده‌است. خسوس ماریا ۳۱٬۶۰۲ نفر جمعیت دارد و ۵۳۰ متر بالاتر از سطح دریا واقع شده‌است.